# Portador del féretro

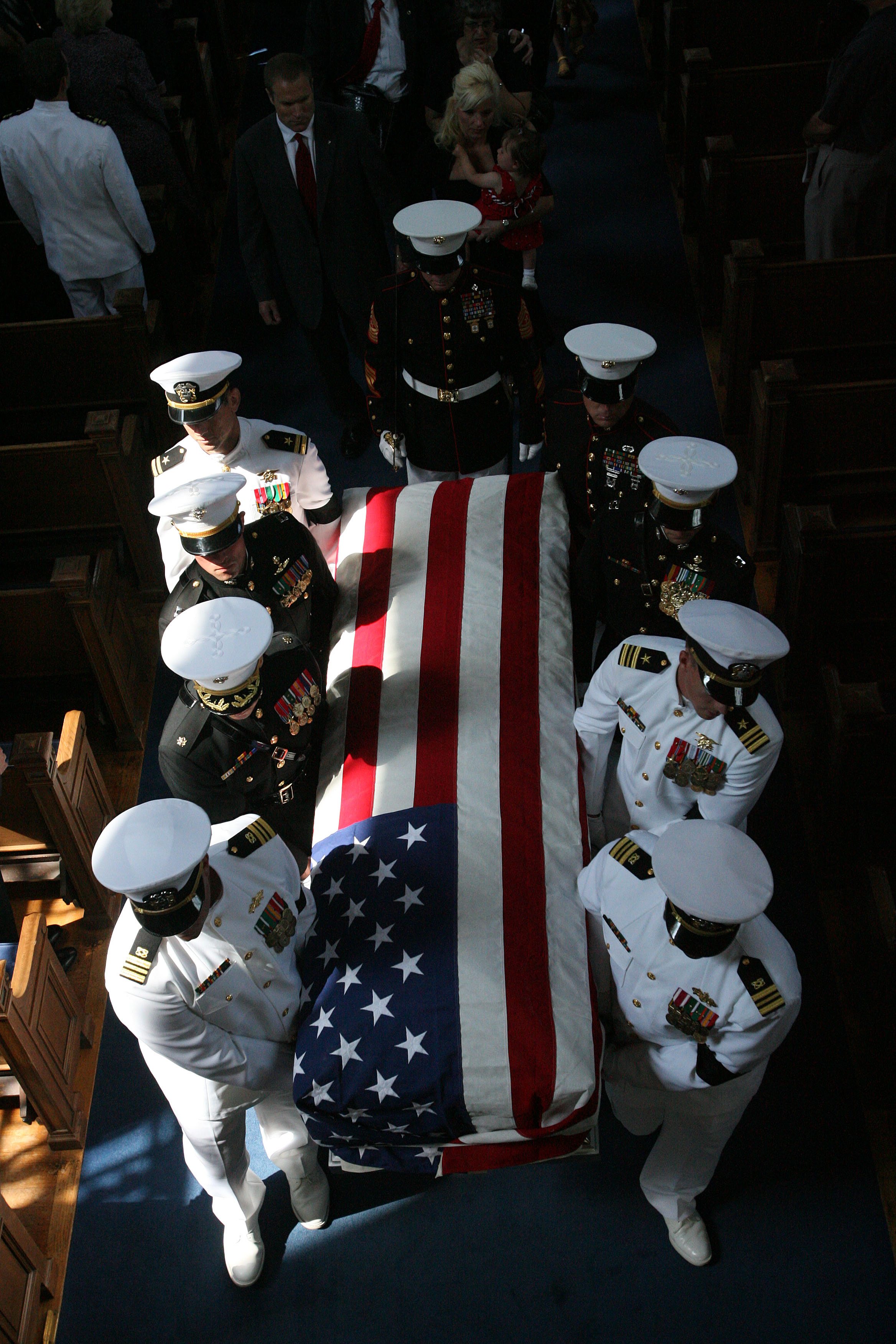
Los portadores del féretro cargan el ataúd de Douglas A. Zembiec, miembro del Cuerpo de Marines de los Estados Unidos de América (1973–2007).

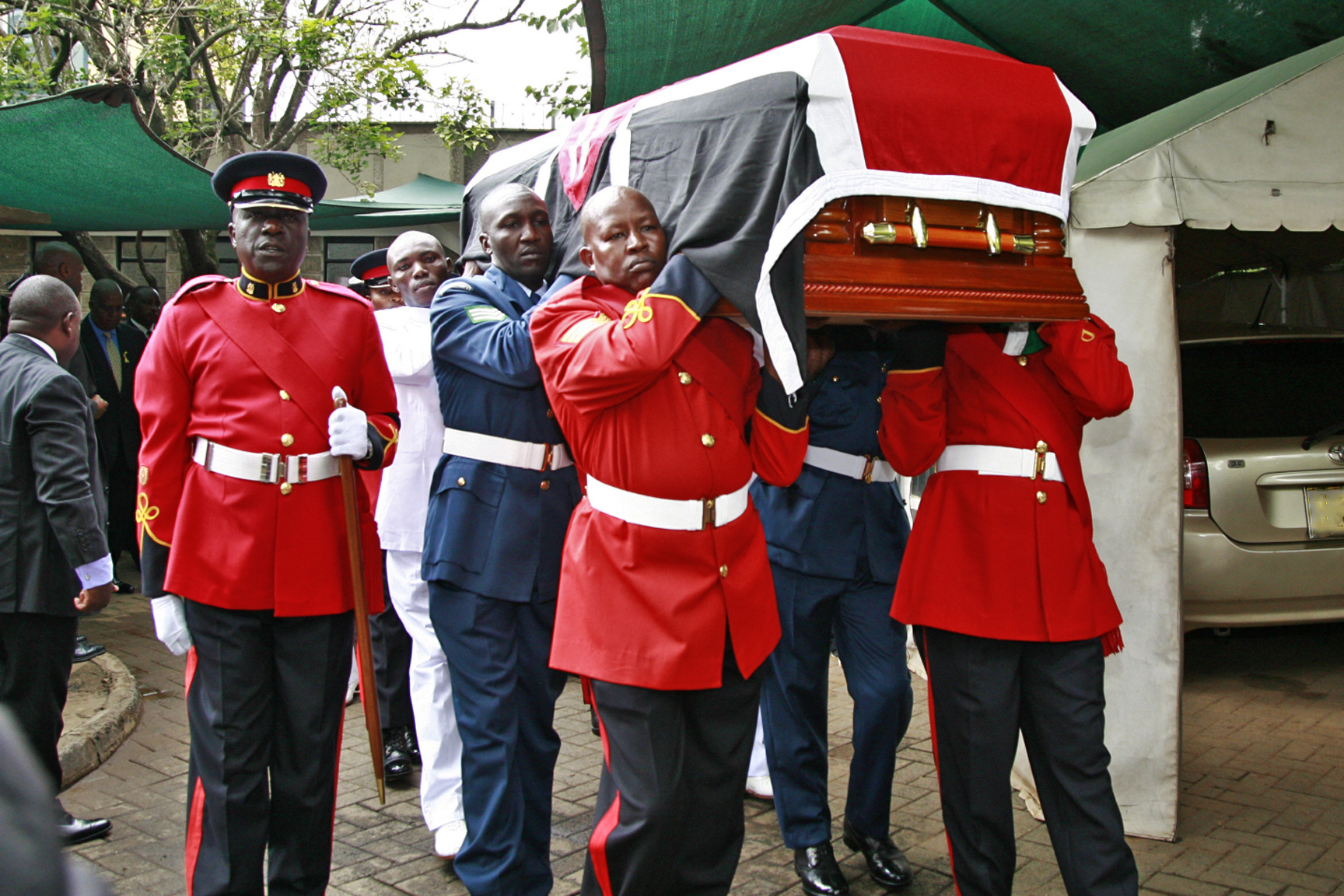
Portadores del féretro en un entierro militar en Kenia.

Un portador del féretro es una de las varias personas que ayudan a llevar el ataúd en un funeral. 
Algunas culturas distinguen entre el portador del manto y el portador del ataúd. El primero, ostenta una posición más ceremonial, llevando una punta del manto o bandera que cubre el ataúd, o un cordón sujetado a él, mientras que el segundo es quien se encarga de levantar y cargar el ataúd. Pueden existir portadores del féretro solo en el sentido ceremonial cuando el ataúd es transportado por un animal o vehículo. También pueden llevar guantes blancos para evitar dañar o ensuciar el ataúd y como muestra de respeto a la persona difunta.
En las culturas occidentales, los portadores de los féretros son normalmente familiares varones, amigos próximos o compañeros del difunto pero puede haber excepciones, como en el funeral de Lee Harvey Oswald, donde varios reporteros se ofrecieron para transportar el féretro. En algunas culturas asiáticas los portadores del féretro no tienen ningún tipo de vínculo con el difunto, sino que simplemente perciben una compensación económica para realizar el servicio. En algunas culturas africanas, los portadores del féretro tampoco son familiares, amigos o conocidos si no personal de la compañía funeraria profesional a los que se les paga por su servicio.

## Forma de llevarlo
Los portadores del féretro en los Estados Unidos de América y Canadá acostumbran a coger el ataúd por unos mangos laterales y llevarlo a la altura de la cintura.  En el Reino Unido, Australia, Irlanda y la mayoría de países de Asia, Europa y África el ataúd se acostumbra a cargar sobre los hombros.